# Franciszek Szymczyk
Franciszek Ksawery Szymczyk (21 de fevereiro de 1892 — 5 de novembro de 1976) foi um ciclista de pista polonês. Competiu representando seu país, Polônia, nos Jogos Olímpicos de Verão de 1924 em Paris, conquistando a medalha de prata na perseguição por equipes de 4 km, junto com Tomasz Stankiewicz, Józef Lange e Jan Lazarski.